# 里奥
里奥（法語：Rioz，法語發音：[ʁjo]），法国东部城市，勃艮第-弗朗什-孔泰大区上索恩省的一个市镇，隶属于沃苏勒区，其市镇面积为17.2平方公里，2022年1月1日时人口数量为2,432人，在法国城市中排名第4,755位。
里奥位于上索恩省南部，贝桑松和沃苏勒两地的中点附近，是一个区域性的中心市镇。

## 地名来源
“里奥”一名的来源尚有待考证。

## 历史
里奥早在罗马时期就已出现人类活动，历史上长期为一处普通村落，17世纪时因战争而被摧毁。法国大革命后，里奥成为上索恩省的一个市镇。工业革命期间，里奥因瓷器而兴盛，当地曾出现瓷器工厂。20世纪初，上索恩省铁路网的一条线路曾由此通过，后被改建为公路。1972年，莱丰特尼（Les Fontenis）整体并入里奥的市镇范围。

## 地理

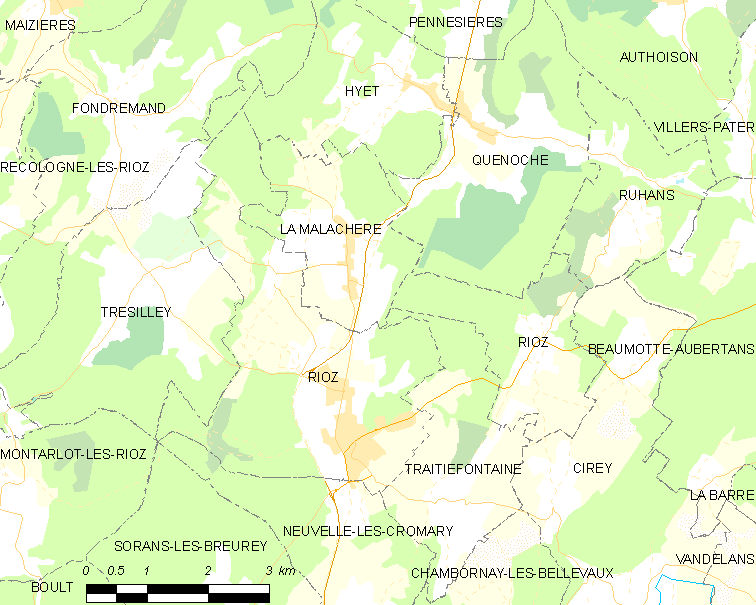
里奥市镇范围地图

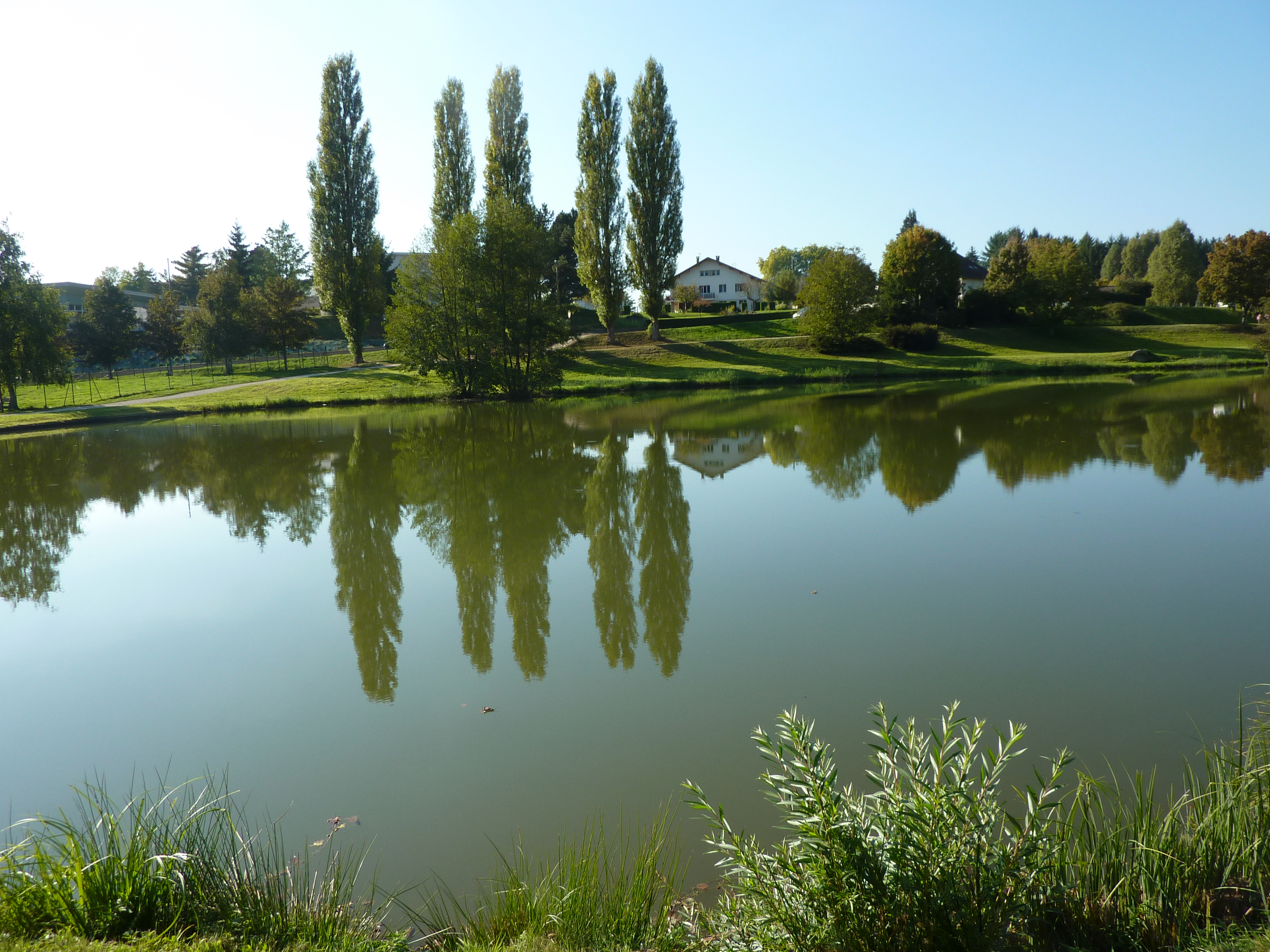
水塘

里奥位于法国东部，勃艮第-弗朗什-孔泰大区东部和上索恩省南部，距离省会沃苏勒大约24公里。与里奥接壤的市镇包括：耶村、锡雷、拉马拉谢尔、讷韦勒莱克罗马里、克诺什、吕昂、特赖蒂耶方丹、特雷西耶。

### 地形
里奥位于汝拉山与孚日山之间的过渡地带，境内以平原和浅丘为主，市镇中心地势相对较为平坦，全境海拔在247到402米之间。

### 水文
比捷河自东北向西南流经境内，该河是奥尼翁河的右岸支流，属于罗讷河水系。此外里奥境内还有多处天然水塘。

### 植被
里奥属于温带阔叶混交林区，市区东西两侧均有大片天然林地分布。
在鲜花城市的评比中，里奥暂未被评级。

### 气候
里奥在柯本气候分类法中属于温带海洋性气候，因其地理位置距离海岸线相对较远，故当地气候亦有少量大陆性特征。

## 行政区划
里奥是法国勃艮第-弗朗什-孔泰大区上索恩省的一个市镇，编号为70447。里奥隶属于沃苏勒区，隶属于上索恩省第一选区，管理里奥县，同时也是里奥地区市镇公共社区的办公驻地。
法国国家统计与经济研究所（简称）在进行数据统计时，将里奥单独设为里奥城市核心区。自2020年起，里奥城市核心区被划入包含312个市镇的贝桑松城市辐射区内。此外，还将里奥市镇整体看作一个“块区”（IRIS），以便于统计人口分布情况。

## 交通

### 公路
法国国道N57线经过市区西部，此外多条上索恩省省道在里奥境内交汇，勃艮第-弗朗什-孔泰大区下属的城际客运提供巴士线路，可前往贝桑松和沃苏勒。
2018年，85%的里奥家庭拥有至少一辆私人汽车。2019年，里奥境内共发生各类交通事故1起，造成1人受伤。

### 铁路
莱茵河－罗讷河高速铁路经过里奥市镇范围内但未设站。距离里奥最近的铁路车站为贝桑松-弗朗什-孔泰TGV站，该站停靠前往巴黎、贝桑松、米卢斯、第戎、马赛、蒙彼利埃等地的高速列车。

### 航空
距离里奥最近的民用航空站为多勒机场，距离里奥市中心的公路里程约83公里。

### 城市公共交通
截至2021年11月，里奥暂无城市公共交通系统。

## 政治

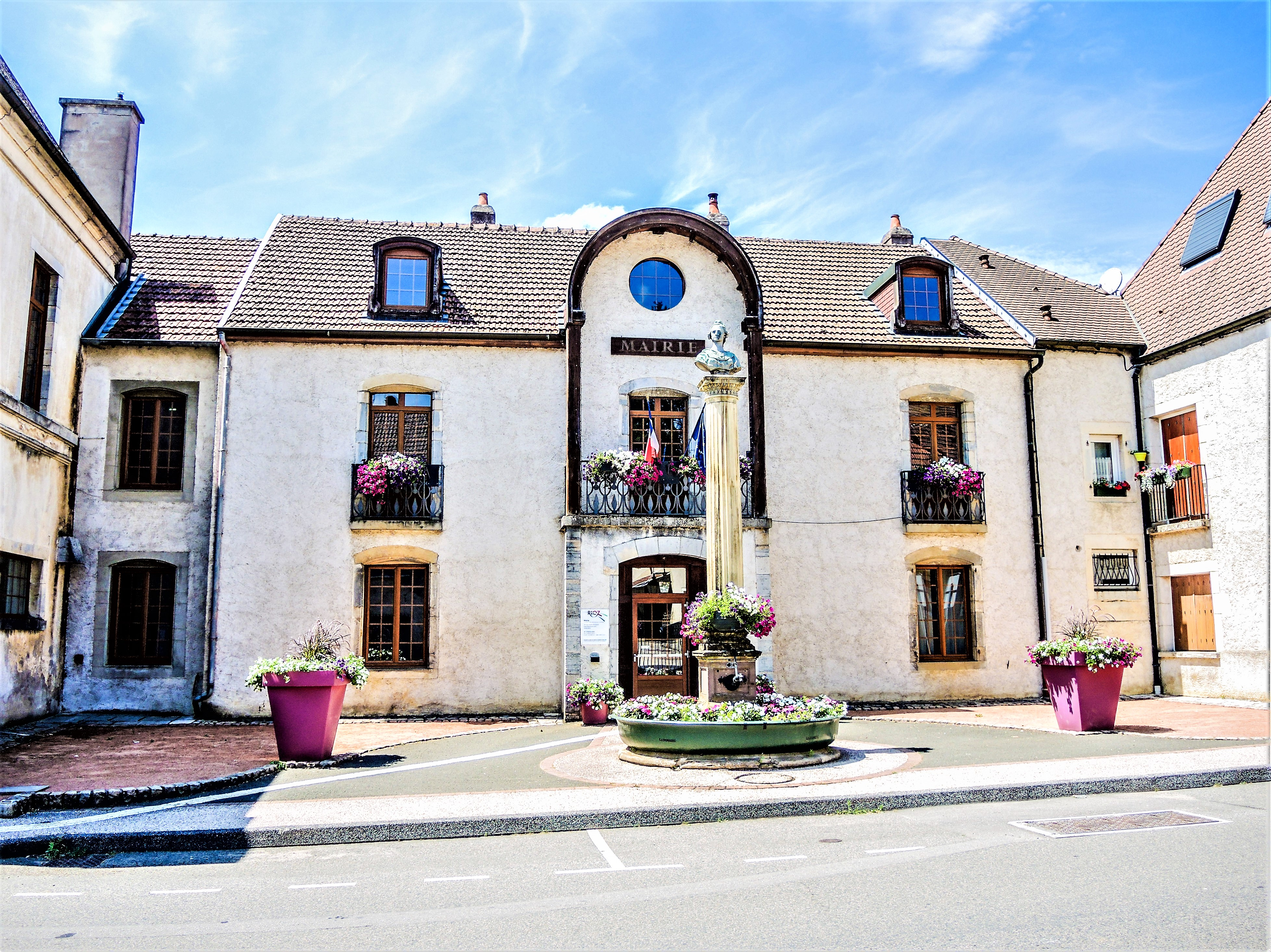
里奥市政厅

里奥的现任市长为纳迪娜·万茨女士（Nadine Wantz），她是一名中间派，在2020年的市政选举中获得了58.92%的支持率。
在2017年的法国总统大选中，法国第25任总统埃马纽埃尔·马克龙在里奥获得了63.66%的支持率。

## 人口
2018年，里奥市镇人口数量为2,283，在法国排名第4,755位。其中男性1,090人，女性1,193人，75岁及以上人口占5.6%，外籍人口数量为430人，人口密度为133人/平方公里，当地居民被称为（男性）或（女性）。2019年，里奥境内出生31人，死亡人口13人。
| 年份   | 1936 | 1946 | 1954 | 1962 | 1968 | 1975 | 1982 | 1990 | 1999  | 2004  | 2009  | 2014  | 2018  |
| ------ | ---- | ---- | ---- | ---- | ---- | ---- | ---- | ---- | ----- | ----- | ----- | ----- | ----- |
| 人口數 | 680  | 693  | 657  | 637  | 644  | 836  | 889  | 883  | 1,134 | 1,508 | 1,840 | 2,174 | 2,283 |

## 经济
截止2021年11月，里奥共有各类用人单位（包含自雇）472家，平均历史为17年，其中95.13%为中小型企业（PME）。（家居饰品）、（模具加工）及（财政）是当地2020年营业额最高的三个企业，分别为19,242,510欧元、11,615,230欧元和8,074,650欧元。

## 财政收入
2019年，里奥的财政收入总额为1,334,270欧元，财政支出总额为1,363,290欧元，当年的债务总额为1,140,000欧元。2021年，里奥共获得392,911欧元的国家财政补助，比上一年增加了3.07%。
2019年，里奥的人均月收入总额为2,159欧元，其中高级职员为3,226欧元，低于法国平均水平（4,230欧元）；中级职员为2,365欧元，低于法国平均水平（2,411欧元）；普通职员为1,751欧元，高于法国平均水平（1,740欧元）。
2018年，里奥境内的青壮年（15至64岁）失业率为8.9%，当地51.8%的家庭拥有纳税资格，平均纳税2,520欧元，低于法国平均水平（3,888欧元）。

## 社会事务

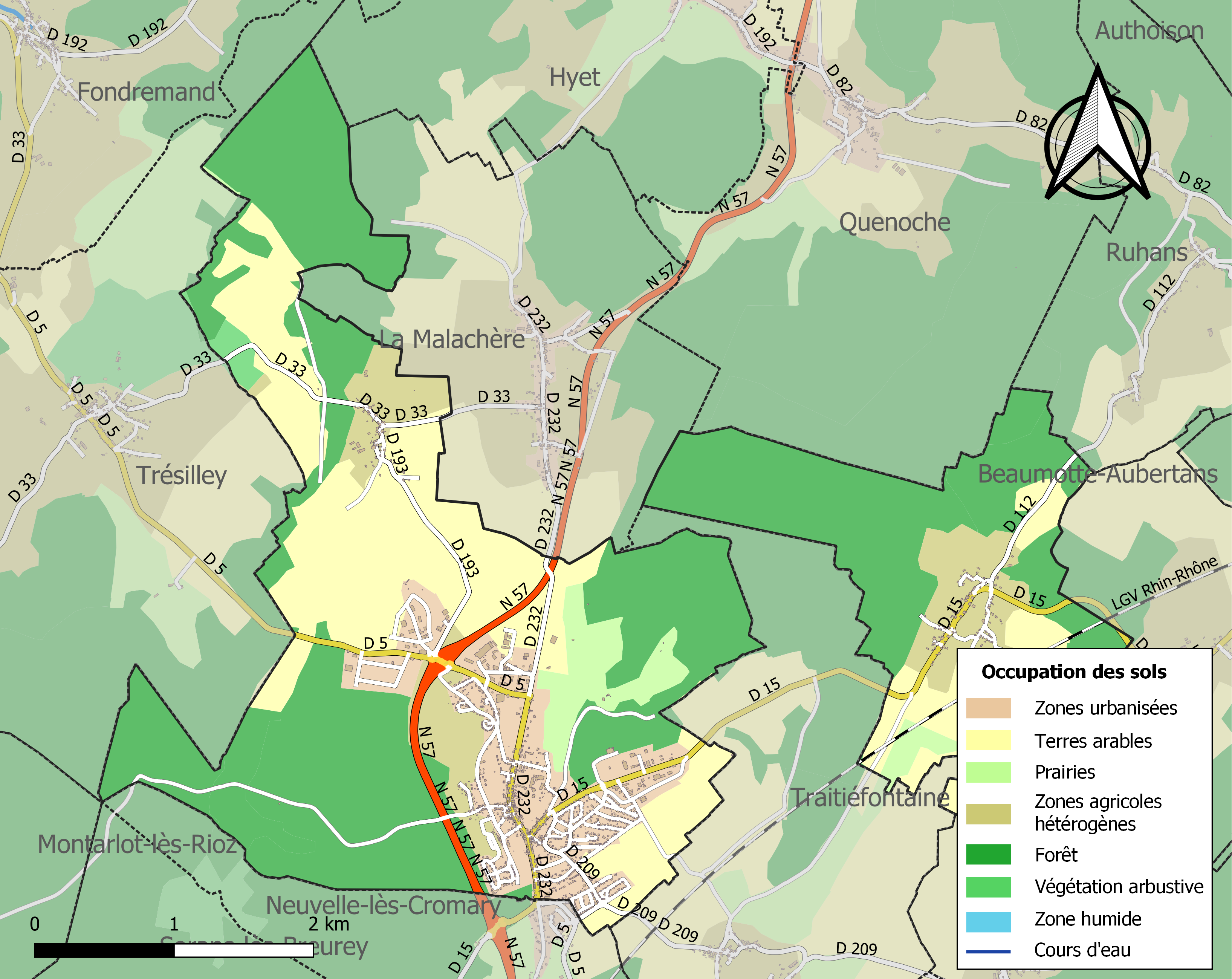
里奥土地利用情况地图

### 教育
里奥属于贝桑松学区。截止2020年1月1日，里奥境内共有0所幼儿园、1所小学、1所初级中学和1所农业高中。 2018至2019学年度，里奥境内共有在校中等教育阶段学生687名。

### 医疗
截止2020年1月1日，里奥境内共有全科医生4名、保健师7名、牙医4名、护士3名和助产士1名。境内共有药房1家、养老院2家。
里奥市中心距离贝桑松大学大区中心医院（CHRU de Besançon）的正常车程在半小时以内。

### 住房
2018年，里奥境内共有各类住房1,033套，其中70.1%为独立式居民区，29.8%为集中式居民区。常住房屋占里奥市镇范围内居民建筑总量的91.0%。
在住房保障政策方面，2020年，里奥境内共有218户家庭获得了住房经济补助，受益人数占总人口数量的9.5%，其中204份为房租补助。

### 商业
2019年，里奥境内共有各类实体商铺77家，其中餐厅5家、大型超市2家、杂货店1家、面包房3家、肉铺1家、装饰品店1家、银行门店3家、美容美发店6家、汽车维修店11家。市区南部建有Colruyt超市。

### 体育
2020年，里奥境内共有1家游泳池、2间体育馆、1座综合体育场、2处网球场、1处足球或橄榄球场以及1处篮球或排球场。
截至2021年11月，里奥-埃蒂-屈塞体育联盟（U.S. Rioz Étuz Cussey）是当地唯一的注册足球队，2021至2022赛季参加勃艮第-弗朗什-孔泰大区足球联赛。

### 环境
里奥的环境事务由其所属的公共社区负责。2019年，里奥境内暂无污染企业。

### 治安
2019年，里奥市镇范围内有1处宪兵队。
2014年，里奥及附近地区共发生各类案件3,029起，其中盗窃类案件1,799起，经济类案件363起，毒品交易类案件81起。

## 文化
2020年，里奥境内暂无任何文化设施。里奥市政府提供多媒体中心，向公众全年开放。

### 建筑
里奥境内有多处历史建筑，其中圣罗克小教堂（Chapelle Saint-Roch de Rioz）、圣克里斯托夫教堂（Église Saint-Christophe de Rioz）等为当地的代表性建筑物。

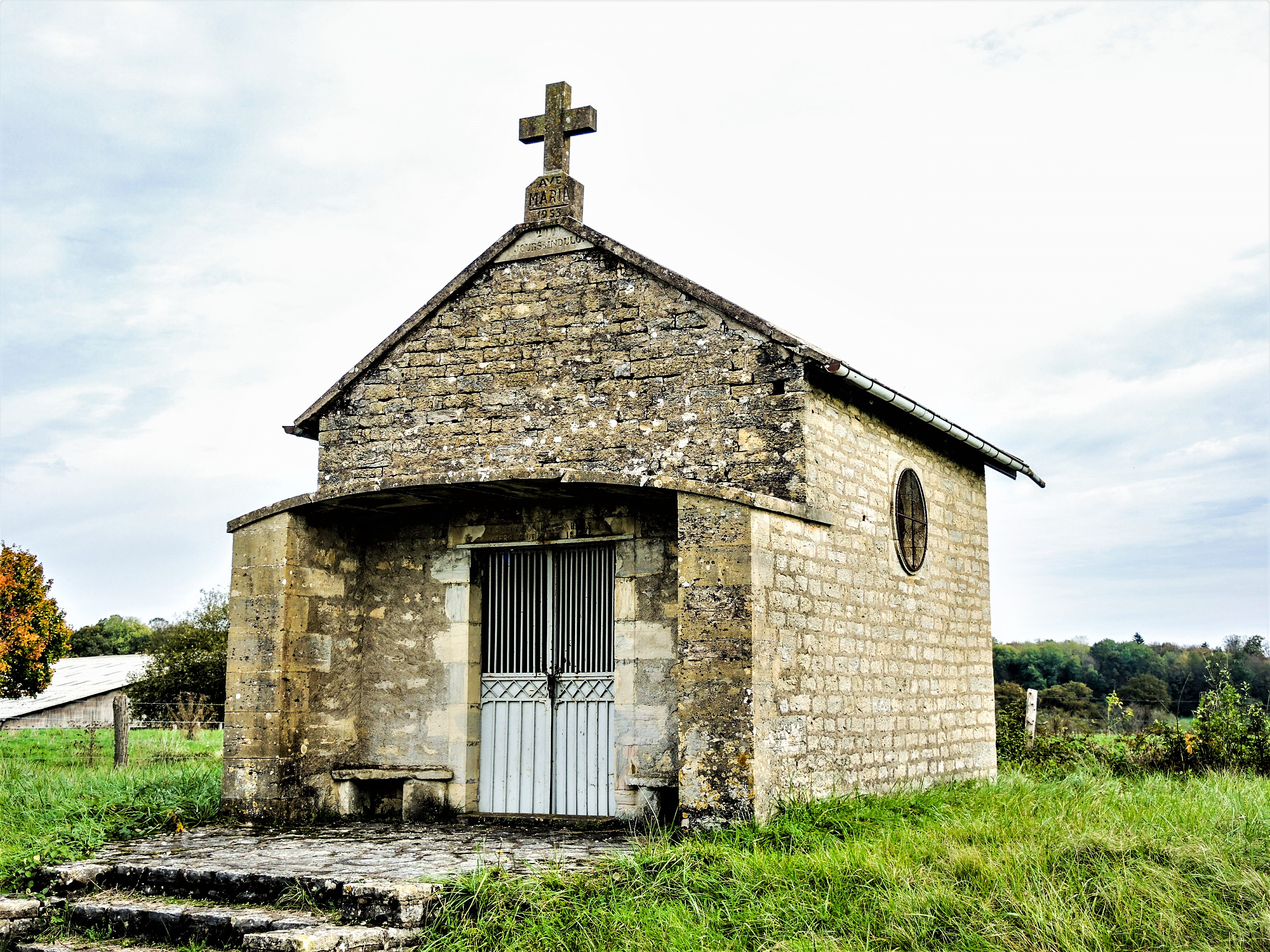
圣罗克小教堂
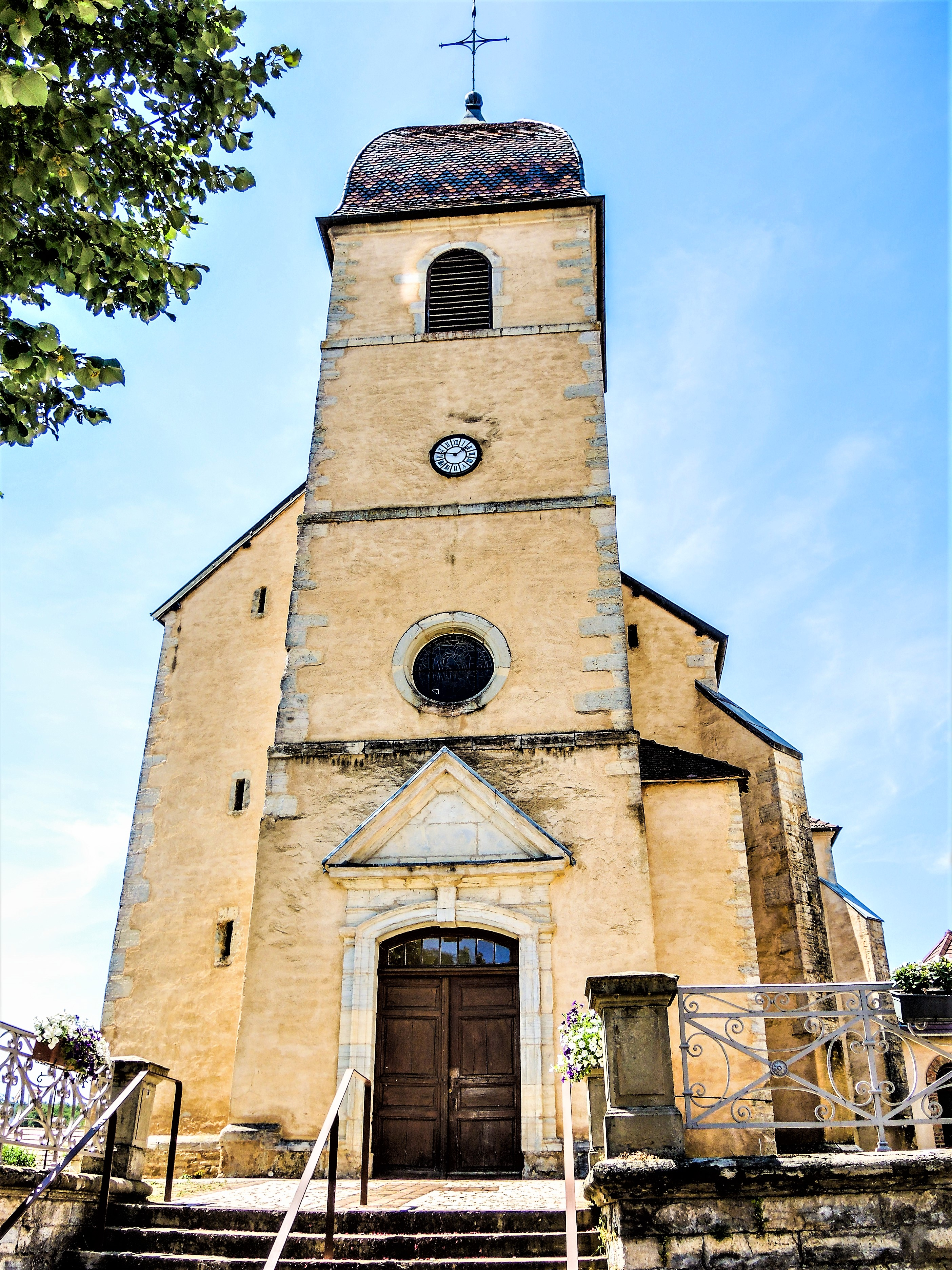
圣克里斯托夫教堂
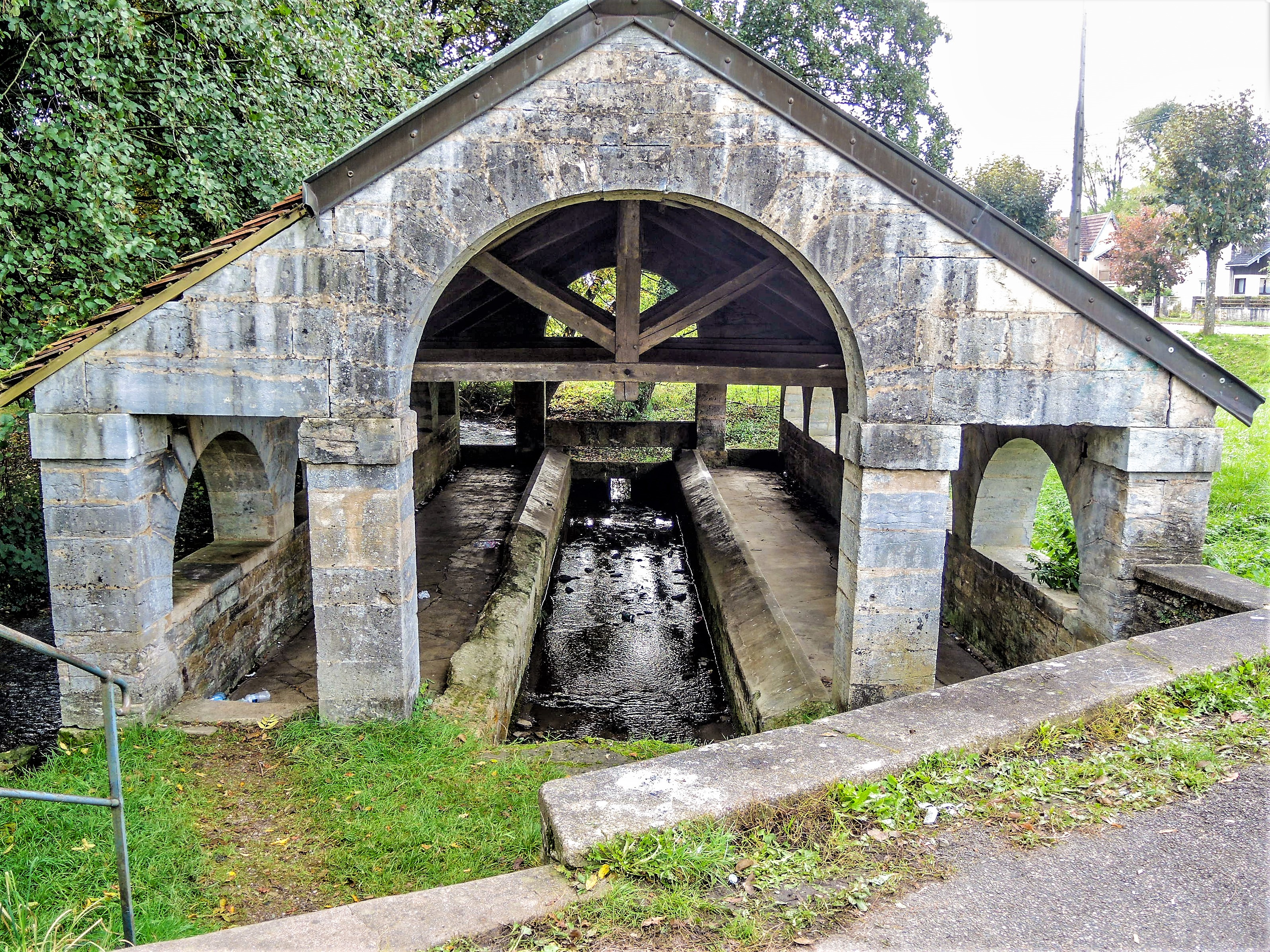
浣洗池
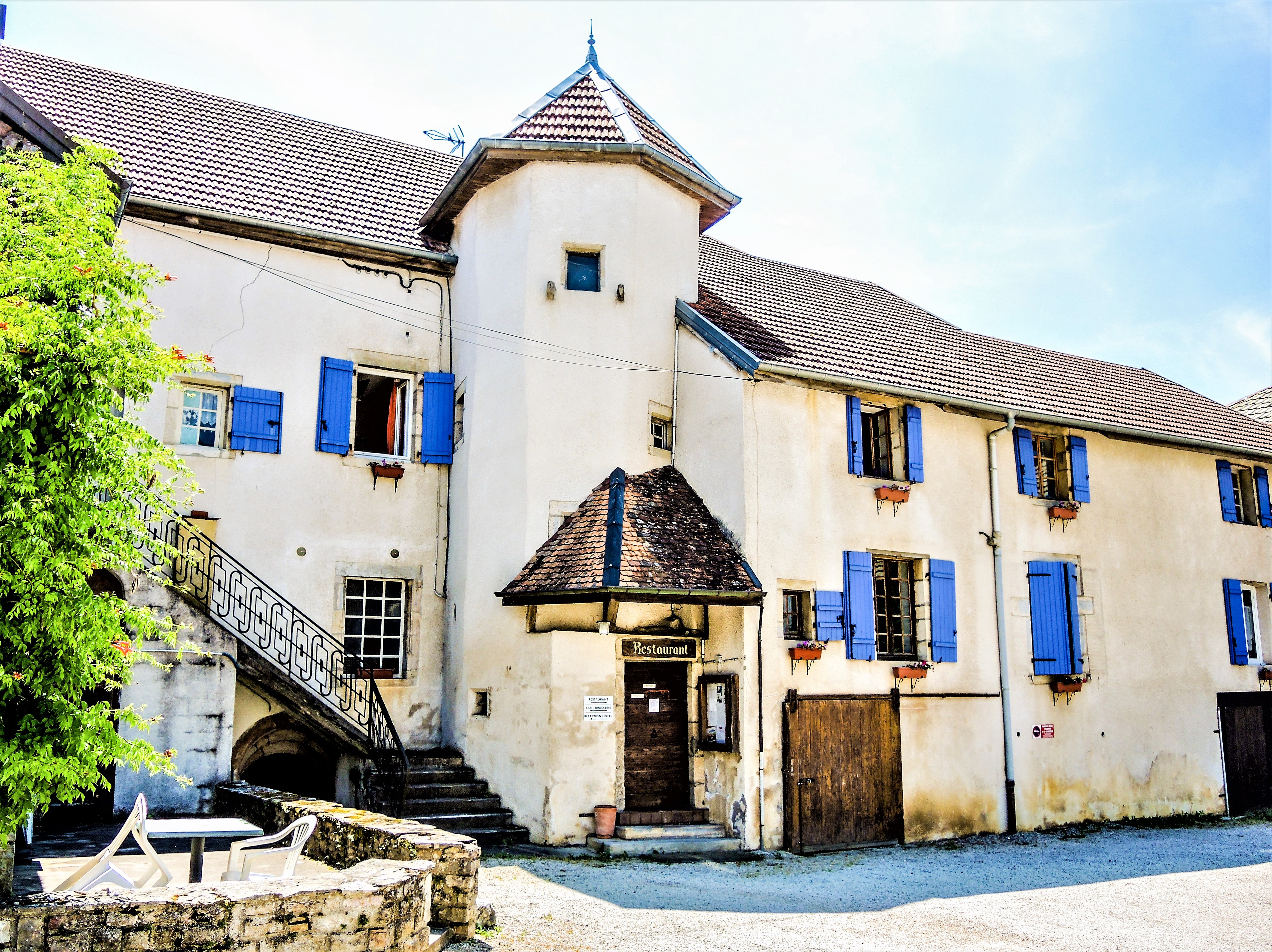
转塔楼
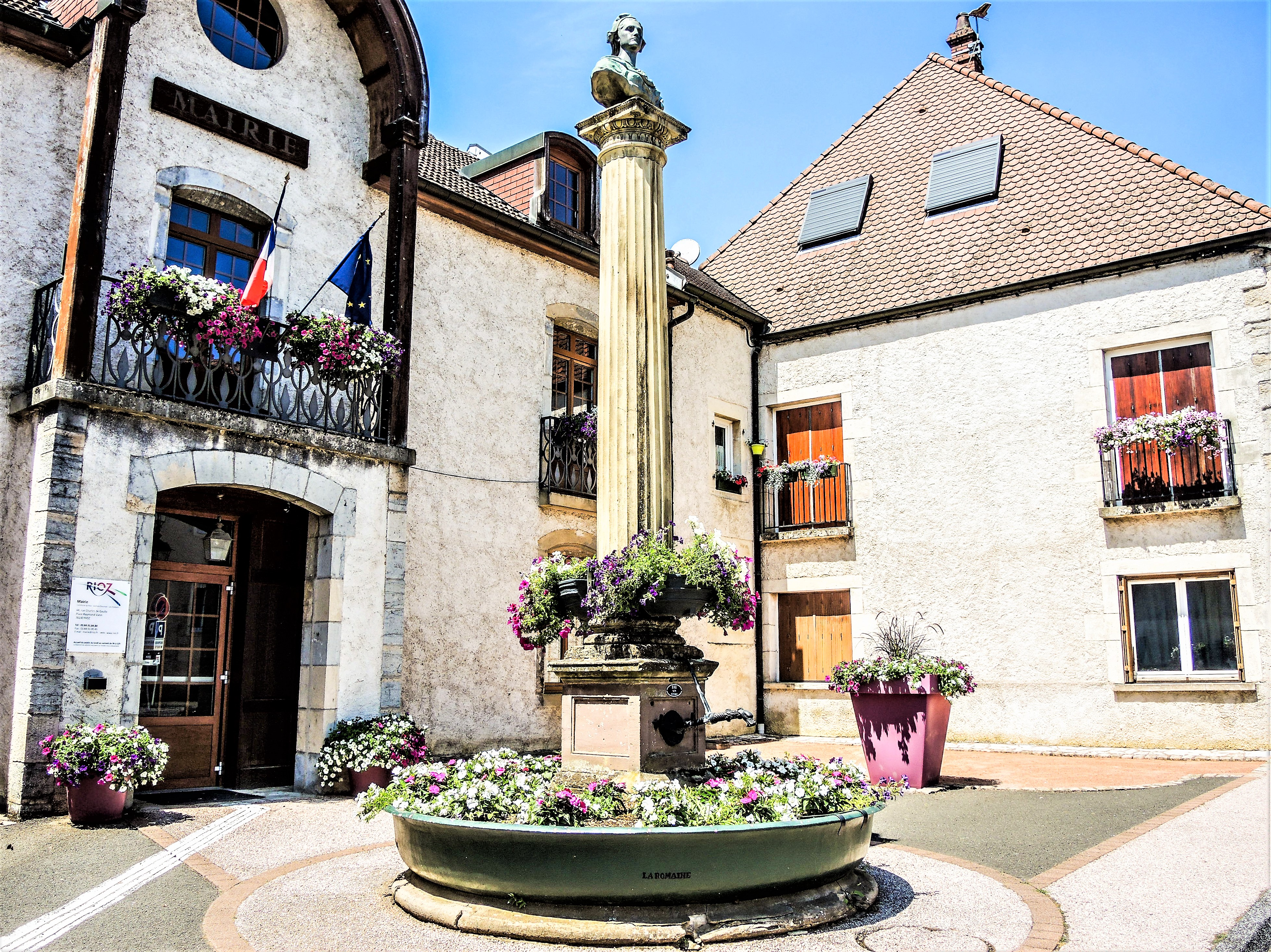
喷泉

### 旅游
里奥的旅游事务由其所属的公共社区负责。2021年，里奥境内共有1家酒店共计7间房间；另有1个露营地，可容纳共53辆露营车。

### 媒体
法国主要的媒体均可在里奥接收，法国电视三台下属的勃艮第-弗朗什-孔泰大区频道在部分时段播出里奥所属区域的地方新闻。

### 狂欢节
1994年至2019年间，里奥每年举办地方狂欢节。

## 友好城市
截至2021年11月，里奥暂未建立任何友好城市关系。